# 最終回
最終回（さいしゅうかい）は、複数の回に分けてテレビ番組やラジオ番組で放送されたり、雑誌や新聞で連載される作品において、その作品の放送や連載が行われる最後の回のこと。

## 概要
一般に放送時間や誌面の量的な制約や視聴者の関心の維持などの理由から、放送や雑誌・新聞においては、作品を複数回に分けて放送・掲載することが行われている。この場合に、その最後の回のことを最終回という。最終話などと呼ばれることもある。

### 一貫した物語があるもの
連載や放送期間を通じて単一の主題を巡って物語が展開される連載小説、ストーリー漫画、テレビアニメ、テレビドラマなどにおいては、一般に、最終回に向けてその展開が収束し、伏線が消化されて、最終回において何らかの結末に至る。
日本のテレビドラマ等の場合には、予め放送期間が決められていることが多く（例えば、ゴールデンタイムのテレビドラマの放送期間は3か月〈1クール〉が主流である）、必然的に最終回の放送時期や概要も予め決まっていることが多い。最終回に時間枠を拡大して放送することも多く行われる。
また、最終回が掲載、放送された後に、続編が連載、放送されることもある。『宇宙戦艦ヤマト』、『機動戦士ガンダム』、『ポケットモンスター』や『水戸黄門』や『渡る世間は鬼ばかり』のようにシリーズ化されるものもある。この場合には各シリーズごとに最終回が放送されるが、その中で次シリーズへの伏線が提示されることもある。米国では特にこの傾向が強い（後述）。また続編が制作される可能性を考慮して、あえて最終回という表記をせず通常どおり「○○話」と表記する作品もある。

### 各話（数話）完結のもの
一方、各話（または数話）で完結する物語の集合体で、基本的なシチュエーションに大きな変化がないような漫画、アニメ、シチュエーション・コメディなどでは、最終回にも大きな転機は訪れず、放送や連載が終わってもその物語の世界が継続することを示唆する形で終了することが多い（例：漫画『サザエさん』）。ただし、中には、最終回間際で大きな転機を迎えて、最終回で物語が収束する場合もある（例：『ハクション大魔王』）。

前者のように明確な結末が示されない場合や、連載が終了しない場合には、架空の最終回が都市伝説のように広まったり、非公式に創作されることもある。有名な例としては、サザエさん（磯野家一家が乗った飛行機が事故に遭い、一家がそれぞれの名の元になった魚などになって海に戻る）や、ドラえもん（動かなくなったドラえもんを直すためにのび太はロボット工学者を志し、成長したのび太がドラえもんを造る）がある。後者は同人誌にもなり、著作権上の問題も起きた。
一貫した物語が作品の核となっていない作品では、ひとつの作品について複数の異なる最終回が描かれることもある。例えば、ドラえもんは、複数の雑誌で連載された上、アニメ化もされており、それぞれで異なる最終回が描かれている（詳細は、ドラえもんの最終回参照）。
なお、ドラえもん同様、サザエさんにも明確な最終回が存在しており、夕刊フクニチでの連載においてマスオとサザエの結婚で一度終了している。後に連載を再開するが、こちらは作者都合による打ち切りで終了している。

### その他
ドキュメンタリーなどの物語性のない作品の場合にも、放送や掲載が複数回にわたる場合には、その最後の回が最終回と呼ばれることがある。

### テレビ・ラジオ番組の場合
番組表では［終］と表記される。基本的にテレビドラマ、アニメ等のフィクション作品や、教育番組などは予定された放送日程が決められるのが原則で、最後に放送される放送回がそれに該たる。予定された放送日程が特に決められていないバラエティ番組、教養番組、報道番組、情報番組、ワイドショーなどは特別な理由がない限り打ち切りによるものである。
中には番組の内容上は同一だが、放送時間の移動と同時に番組名を改名されるものも最終回として扱われることがある。番組の出演者や登場キャラクターが、「このあと○○時○○分から「(番組名)」最終回!絶対見てね!」というメッセージが挿入される。最終回の本編後、「「番組名」の放送は○月○日○曜日で終了します。長い間ご覧いただき、ありがとうございました!」の文字テロップが挿入される。エンドカードでは、「ありがとう!」のテロップが挿入されるが、番組ホームページでは、「放送は終了しました。応援ありがとうございました!」のロゴが挿入される。データ放送では、「○月末までご覧いただけます。/○月末までお楽しみいただけます。」となっている。
ファミリー・一般向けアニメやソープオペラ（欧米）といった放送回数が特に決められていないフィクション作品のものは、明らかに最終回だと判るようになっている。そのため、打ち切り予定が延長されたものの最終回として製作されたものは、放送予定も併せて延期される事が慣例となっている。実例として、『キテレツ大百科』は、後番組が決まらないなかで1994年春改編での打ち切りが決まり、それを期に「愛のフィナーレ! さよならコロ助大百科」が最終回として製作されたものの、それまでに後番組が決まらず、放送期日が2年3ヶ月間延長されていた。その後、集英社からフジテレビ・旭通信社・スタジオぎゃろっぷといった同作品の製作陣に申し入れる形で『こちら葛飾区亀有公園前派出所』におけるテレビアニメ化の交渉に成功した為に番組改編期でもない1996年6月9日放送分を以て打ち切りが決まり、ようやく最終回そのものが日の目を見ることとなった。

### 最終回特集
特に漫画の最終回は終わり方が様々で、裏事情と共に解説した書籍がいくつか出ている。
- この最終回がすごい!-時代を代表する驚きの最終回13本（別冊ダヴィンチ）
- いきなり最終回-名作漫画のラストシーン再び part1-4（JICC出版局編）

## 米国のテレビ番組
アメリカ合衆国等の英語圏各国において、プライムタイム向けのテレビドラマやシチュエーション・コメディ等は通常、どの期間放送されるかは予め決まっておらず、6～9か月の単位を新作の放送期間として決められ、このようなまとまりは大概シーズンと呼ばれる。新作休止期間を挟んでその続きが制作・放送されることが多く、シーズンの最終回はシーズン・フィナーレ（en:Season finale）と呼ばれる。視聴者そのものを次のシーズンに流す為の工夫として、シーズン・フィナーレと次シーズンの初回放送がひと続きのエピソードにおける前後編とされることも珍しくなく、このような傾向はクリフハンガーとして括られている。そのため、当該番組全体の最終回はシリーズ・フィナーレ（en:Series finale）と呼ばれ、シーズン・フィナーレと明確に区別されている。